# Trest smrti v Norsku

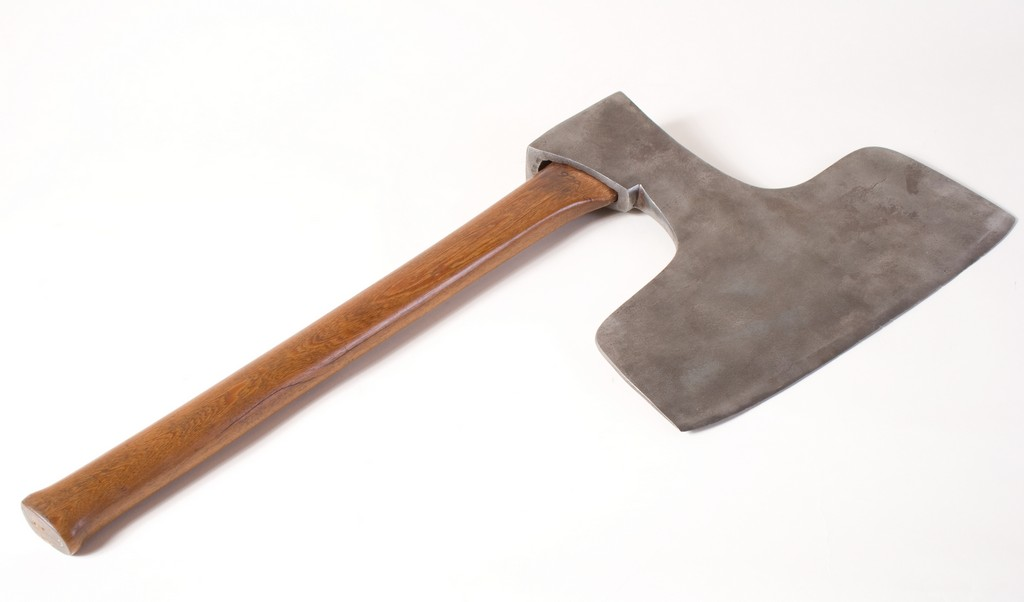
Norská popravčí sekera z roku 1742

Trest smrti v Norsku (norsky dødsstraff) v dobách míru byl v zemi zrušen roku 1905 a zůstal zachován pouze ve vojenském právu. Úplně byl trest smrti zrušen v roce 1979. Ústavně zakázán byl roku 2014.
Poslední poprava v době míru byla v Norsku vykonána dne 25. února 1876, kdy byl v Løtenu popraven vrah a zloděj Kristoffer Nilsen Svartbækken Grindalen. Několik lidí, především Norů a Němců, bylo popraveno během nacistické okupace Norska a po druhé světové válce. Byl mezi nimi i kolaborant s okupanty Vidkun Quisling.

## Historie
Kromě obvyklých hrdelních zločinů jako vražda nebo vlastizrada, existoval v norském středověkém právu i trest smrti za čarodějnictví. Při honu na čarodějnice v 16. a 17. století bylo upáleno přibližně 300 osob. Přibližně sto jich pocházelo z oblasti Vardø. Obzvlášť ohrožené byly ženy ze severu, zejména z oblasti Finnmarku, neboť duchovenstvo i úřady věřily, že ďábel sídlí na okraji světa.
V zákonu krále Kristiána V. z roku 1687 bylo uvedeno několik hrdelních zločinů. Zákon ze dne 16. října 1697 zvyšoval tresty za některé vraždy spojené s mučením a popravami. Během cesty na popraviště byl odsouzenec štípán rozžhavenými kleštěmi a před dekapitací mu byla useknuta ruka. Poslední zaznamenaná poprava za bestialitu byla v Norsku vykonána roku 1757.
V roce 1815 byly nejbrutálnější formy popravy zrušeny a povolené zůstaly pouze dekapitace a zastřelení. Mezi hrdelní zločiny patřila vlastizrada či promyšlené nebo jinak ohavné vraždy. Norsko zrušilo trest smrti za civilní zločiny roku 1905, ale i nadále zůstal zachován ve vojenském právu.
Během nacistické okupace Norska v letech 1940 až 1945 zavedl režim Vidkuna Quislinga v září 1942 trest smrti a první z devatenácti nařízených poprav byla vykonána dne 16. srpna 1943. Tehdy byl popraven za občanskou neposlušnost policista Gunnar Eilifsen, který odmítl zatknout pět dívek, které se nedostavily na nucené práce. Před ním bylo v Norsku během okupace popraveno již čtyři sta Norů podle německého práva.
V roce 1941 vláda Johana Nygaardsvolda v exilu v Londýně opětovně zavedla trest smrti a v roce 1942 byl tento trest rozšířen o mučení a vraždu. Během čistky po skončení okupace bylo vyneseno několik rozsudků smrti, z nichž bylo vykonáno 37. Bylo popraveno 25 Norů a 12 Němců. Poslední z těchto poprav byla vykonána dne 27. srpna 1948, kdy byl před popravčí četu postaven Ragnar Skancke v pevnosti Akershus.
V roce 1988 Norsko podepsalo protokol č. 6 Úmluvy o ochraně lidských práv a základních svobod, který zakazuje používání trestu smrti v době míru. V roce 2005 ratifikovalo i protokol č. 13 Úmluvy o ochraně lidských práv a základních svobod, který zakazuje jakékoliv použití trestu smrti. Kromě toho Norsko vystupuje i proti trestu smrti mimo vlastní zemi. Z tohoto důvodu sice vláda vyhostila Mullaha Kreakra, ale neposlala jej do Iráku, kvůli nebezpečí, že by tam byl obviněn z hrdelních zločinů. V případě vraždy norské dívky Martine Vik Mgnussen odmítlo Norsko spolupracovat s jemenskou vládou, dokud nebude zaručeno, že pachateli nebude hrozit trest smrti.
V květnu 2014 došlo k rozsáhlé novelizaci norské ústavy. Nový článek 93 výslovně zakazuje trest smrti. „Každý člověk má právo na život. Nikdo nemůže být odsouzen k smrti.“ Kromě trestu smrti ústava zakazuje i mučení, nelidské nebo ponižující tresty a otroctví.

## Veřejné mínění
Podle průzkumů veřejného mínění přibližně každý čtvrtý Nor podporuje trest smrti. Nejvyšší podporu má mezi voliči Pokrokové strany. Podle průzkumu z roku 2010 podporovalo trest smrti 51 % voličů této strany. Ačkoliv někteří politici této strany, jako Ulf Erik Knudsen či Jan Blomseth, vyjádřili podporu zavedení trestu smrti za závažné případy znásilnění a vraždy, samotná politická strana je proti trestu smrti. I po útocích v Norsku v roce 2011 zůstalo mínění veřejnosti stejné. Pro zavedení trestu smrti se vyslovilo 16 % populace. Naopak proti trestu smrti bylo 68 % Norů.